# Kościół Świętej Trójcy we Włoszakowicach
Kościół Świętej Trójcy – rzymskokatolicki kościół parafialny należący do parafii pod tym samym wezwaniem (dekanat przemęcki archidiecezji poznańskiej).
Jest to świątynia wzniesiona w latach 1640-43 i ufundowana przez Krzysztofa Opalińskiego, wojewodę poznańskiego, zapewne według projektu Krzysztofa Bonadury Starszego. Budowla jest jednonawowa, posiada węższe prezbiterium i dwie wieże, wyraźnie wysunięte przed lico fasady. Dwie kwadratowe kaplice umieszczone przy nawie tworzą transept; do kaplicy południowej jest dobudowana zakrystia z lożą na piętrze. Wnętrze jest nakryte sklepieniami kolebkowymi z lunetami, ozdobionymi polichromią wykonaną w latach 1960-62.
Ołtarz główny w stylu wczesnobarokowym  z 1643 roku został zaprojektowany przez krakowskiego rzeźbiarza Sebastiana Salę. W lewym ołtarzu bocznym przy tęczy, za zasuwą, jest umieszczony obraz Matki Boskiej Częstochowskiej z XVII wieku, w sukience srebrnej i koronie z 1695 roku. Na barokowe wyposażenie składają się także: trzy inne ołtarze boczne, ambona, chrzcielnica i konfesjonał. Świątynię otacza stary mur z barokową bramką.
Świątynia posiada najstarsze organy w Wielkopolsce, na których naukę gry pobierał Karol Kurpiński.